# 卡列塔 (亞速爾群島)

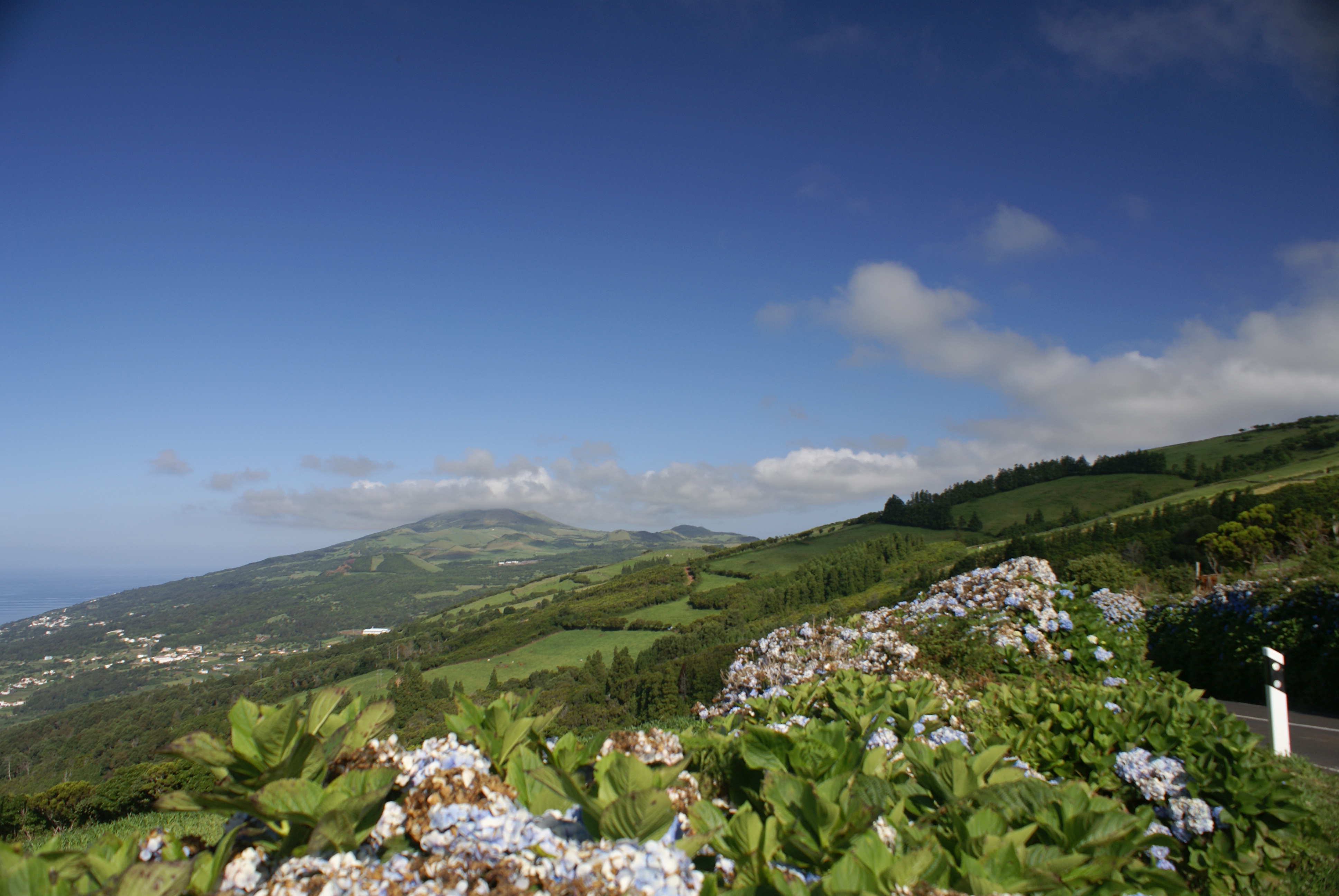

38°36′5″N 28°0′46″W / 38.60139°N 28.01278°W
卡列塔（葡萄牙語：Calheta，葡萄牙語發音：[kɐˈʎetɐ] ⓘ）是葡萄牙的市镇，位於亞速爾群島的聖若熱島，始建於1534年，面積126.51平方公里，海拔高度22米，2011年人口3,773，該城鎮人口密度每平方公里29.82人。